# Моріс Лекок
Моріс Лекок (фр. Maurice Lecoq; 26 березня 1854, Анже, Франція — 16 грудня 1925, Анже, Франція) — французький стрілець, призер Літніх Олімпійських ігор і призер чемпіонатів світу.

## Літні Олімпійські ігри
На Літніх Олімпійських іграх 1900 в Парижі Лекок взяв участь в змаганнях зі стрільби з пістолета і гвинтівки. В одиночному пістолетному поєдинку він посів 11-те місце, набрав 429 балів. В командному змаганні його команда посіла друге місце, вигравши срібні медалі. 
В стрільбі з гвинтівки стоячи Лекок зайняв 19-те місце з 268 балами, з коліна 22-гу позицію з 271 балами, і лежачи 25-те місце з 284 балами. В стрільбі з трьох положень, в якій всі бали сумувались, він став 21-шим. В командному змаганні його команда посіла третє місце, отримав бронзові нагороди.
На неофіційних Літніх Олімпійських іграх 1906 в Афінах Лекок став чемпіоном в стрільбі зі швидкісного пістолету на відстань 25 м, двічі став бронзовим призером в стрільбі з дуельного пістолета на 20 м і в стрільбі з гвинтівки серед команд. Проте медалі ці не признаються МОКом і вони не рахуються офіційними.
На наступних Літніх Олімпійських іграх 1908 в Лондоні Лекок отримав ще одну бронзову медаль в командній стрільбі з гвинтівки з трьох положень. Він також брав участь в індивідуальних змаганнях, зайняв 31-ше місце. 

## Чемпіонати світу
Лекок брав участь на чемпіонатах світу з 1897 по 1911. Загалом він виграв п'ять срібних медалей і вісім бронзових.